# Gran Premio Costa degli Etruschi 2011
Der 16. Gran Premio Costa degli Etruschi fand am 5. Februar 2011 statt. Er war Teil der UCI Europe Tour 2011, innerhalb dieser in die Kategorie 1.1 eingestuft und das erste Eintagesrennen der Saison 2011 in Italien. Es fand in der Provinz Livorno statt. Die Gesamtdistanz des Straßenradrennens betrug 186,1 Kilometer.

## Teilnehmer und Rennverlauf
Am Start standen bis auf das Team WIT alle neun italienischen Profimannschaften, darunter auch die ProTeams Lampre-ISD und Liquigas-Cannondale. Ag2r La Mondiale stellte das dritte ProTeam, zudem erhielten noch das spanische Professional Continental Team Geox-TMC sowie die Continental Teams Meridiana Kamen (Kroatien), Ora Hotels Carrera (Ungarn) und die österreichischen beziehungsweise schweizerischen Mannschaften Vorarlberg und Atlas Personal Einladungen. Es starteten fünf deutsche, fünf Schweizer und vier österreichische Fahrer.
Die Strecke führte das Teilnehmerfeld über 186,1 Kilometer von Larderello an die etruskische Küste nach Donoratico, wo noch eine große Schleife durch Küstengebiet und Hinterland gedreht wurde. Insgesamt standen vier kleinere Steigungen an, die letzten 40 Kilometer des Rennens verliefen allerdings weitgehend flach. Die vier Mann starke Ausreißergruppe mit dem Österreicher Matthias Brändle von Geox-TMC bestimmte das Rennen über 150 Kilometer lang, bevor Brändle als Letzter des Quartetts zwei Kilometer vor dem Zielstrich gestellt wurde. Im folgenden Massensprint trug der Italiener Elia Viviani von Liquigas-Cannondale nach Vorarbeit seines Teamkollegen Peter Sagan den Sieg davon und verwies mit Roberto Ferrari und Elia Favilli zwei Landsleute auf die Plätze.

### Endstand
|     | Fahrer              | Nation      | Team                       | Zeit         |
| --- | ------------------- | ----------- | -------------------------- | ------------ |
| 1.  | Elia Viviani        | Italien     | Liquigas-Cannondale        | 4:35:35 h    |
| 2.  | Roberto Ferrari     | Italien     | Androni Giocattoli         | gleiche Zeit |
| 3.  | Elia Favilli        | Italien     | Farnese Vini-Neri Sottoli  | gleiche Zeit |
| 4.  | Peter Sagan         | Slowakei    | Liquigas-Cannondale        | gleiche Zeit |
| 5.  | Filippo Baggio      | Italien     | De Rosa-Ceramica Flaminia  | gleiche Zeit |
| 6.  | Maximiliano Richeze | Argentinien | D’Angelo & Antenucci-Nippo | gleiche Zeit |
| 7.  | Manuel Belletti     | Italien     | Colnago-CSF Inox           | gleiche Zeit |
| 8.  | Francesco Gavazzi   | Italien     | Lampre-ISD                 | gleiche Zeit |
| 9.  | Danilo Napolitano   | Italien     | Acqua & Sapone             | gleiche Zeit |
| 10. | Giuseppe De Maria   | Italien     | De Rosa-Ceramica Flaminia  | gleiche Zeit |